# جونیچی سوگاوارا
جونیچی سوگاوارا (انگلیسی: Jun'ichi Sugawara; ۲۷ مارس ۱۹۵۹ – ) بازیگر، و صداپیشگی در ژاپن اهل ژاپن بود. وی از سال ۱۹۸۲ میلادی تاکنون مشغول فعالیت بوده‌است.